# Konrad Duden (Jurist)

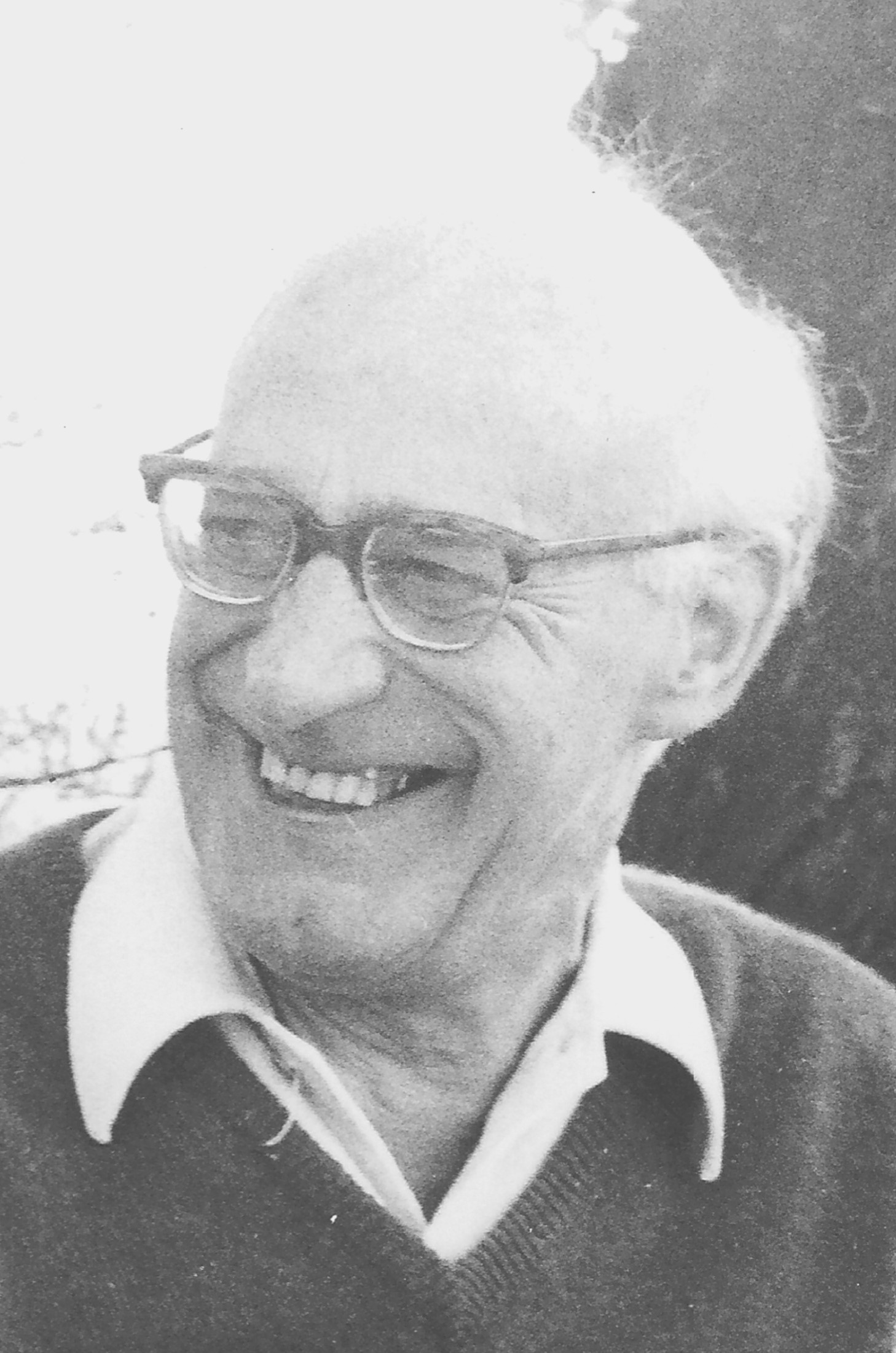
Konrad Duden ca. 1975. Foto: Susanne Mosler geb. Duden.

Konrad Duden (* 4. September 1907 in Messina, Italien; † 15. Mai 1979) war ein deutscher Rechtswissenschaftler und Hochschullehrer an der Universität Mannheim.

## Leben
Duden war Enkel des Lexikografen Konrad Duden und Sohn eines zeitweilig in Italien tätigen Kaufmannes. Später siedelte die Familie nach Holstein über. 1926 legte Duden am Matthias-Claudius-Gymnasium in Wandsbek sein Abitur ab. Anschließend studierte er zunächst an der Universität Hamburg, später auch an den Universitäten Köln, Wien und der Friedrich-Wilhelms-Universität Berlin. In Berlin legte er sein Erstes Staatsexamen ab und promovierte 1934 zum Dr. iur. Anschließend arbeitete er als Referent am Kaiser-Wilhelm-Institut für ausländisches und internationales Privatrecht in Berlin und als Assistent von Ernst Rabel und Martin Wolff. 1937 wechselte er in die Rechtsabteilung der Schering AG, in der er bis zu seiner Einberufung zum Kriegsdienst tätig war. Nach einer Verwundung heiratete Duden noch während des Krieges Dorothea (* 1915), eine Tochter des Politikers Julius Curtius; ihre Schwester Barbara (1908–2006) war mit dem Widerstandskämpfer Hans Bernd von Haeften verheiratet.
Nach Kriegsende und kurzer amerikanischer Kriegsgefangenschaft zog Duden nach Heidelberg, wo er ab 1946 bei dem neugegründeten Betriebs-Berater, einer Zeitschrift für Wirtschaftsrecht, arbeitete. 1949 gründete er in Mannheim seine eigene Kanzlei. Als Rechtsanwalt war Duden unter anderem mit der Feldmühle-Entscheidung des Bundesverfassungsgerichts befasst. Ab 1954 nahm er neben seiner Anwaltstätigkeit regelmäßige Lehraufträge an der Universität Heidelberg wahr, die ihn dafür später zum Honorarprofessor ernannte. Duden war einer der Gründungsprofessoren der Universität Mannheim 1967, wo er als erster Dekan der dortigen juristischen Fakultät fungierte und somit wesentlich am Aufbau der Fakultät und der Berufung des Lehrkörpers beteiligt war. Bis zu seiner Emeritierung lehrte er in Mannheim zudem als Ordinarius für vergleichendes Handelsrecht. Von 1962 bis 1971 saß Duden für die SPD im Heidelberger Gemeinderat. Ferner gehörte Duden dem Kuratorium der 1963 gegründeten Deutsch-Israelischen Studiengruppe Heidelberg an.
Duden wurde auch dadurch bekannt, dass er einen von Adolf Baumbach begründeten Kommentar zum Handelsgesetzbuch von der 8. Auflage (1951) bis zur 22. Auflage (1977) bearbeitete, ab der 21. Auflage (1974) gemeinsam mit Klaus Hopt, der das Werk nach Dudens Tod weiterführte.

## Werke (Auswahl)
- Der Rechtserwerb vom Nichtberechtigten an beweglichen Sachen und Inhaberpapieren im deutschen internationalen Privatrecht. De Gruyter, Berlin 1934 (Dissertation).
- mit Rudolf Harmening: Die Währungsgesetze. Handausgabe mit ausführlicher Erläuterung der Umstellungsvorschriften nebst Durchführungsverordnungen und Nebenbestimmungen. Biederstein, München 1949.
- mit Klaus Hopt: Handelsgesetzbuch mit Nebengesetzen (ohne Seerecht). C. H. Beck, München (bis zur 22. Auflage 1977)
- mit Heinz Rowedder: Vertragshilfegesetz. C. H. Beck, München 1952.
- Der Gestaltwandel des Geldes und seine rechtlichen Folgen. C.F. Müller, Karlsruhe 1968.